# Biserici de lemn din Teleorman

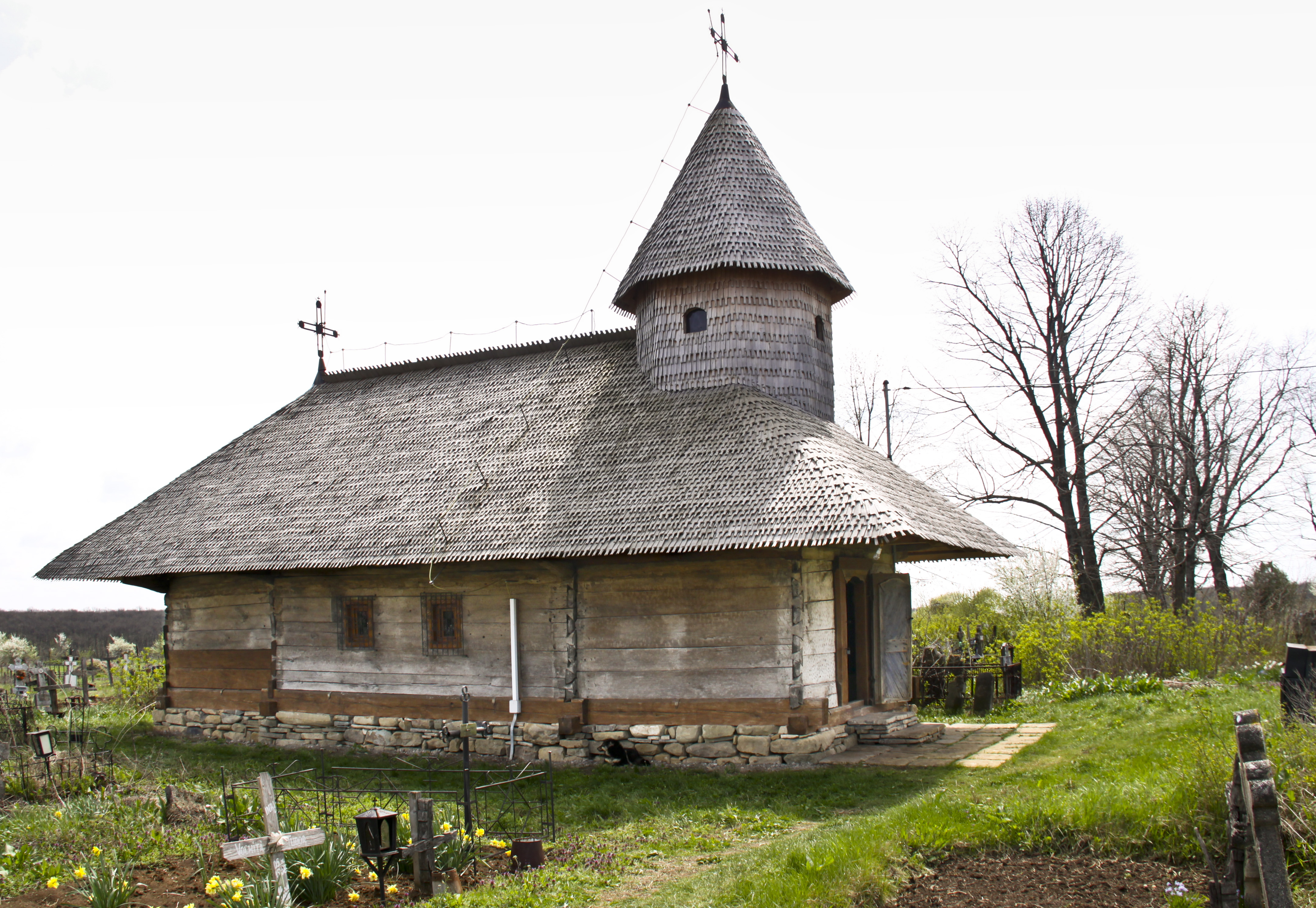
Bujoreni, cea mai veche biserică de lemn cunoscută în partea de sud a Munteniei, datată 1711. Foto: aprilie 2011

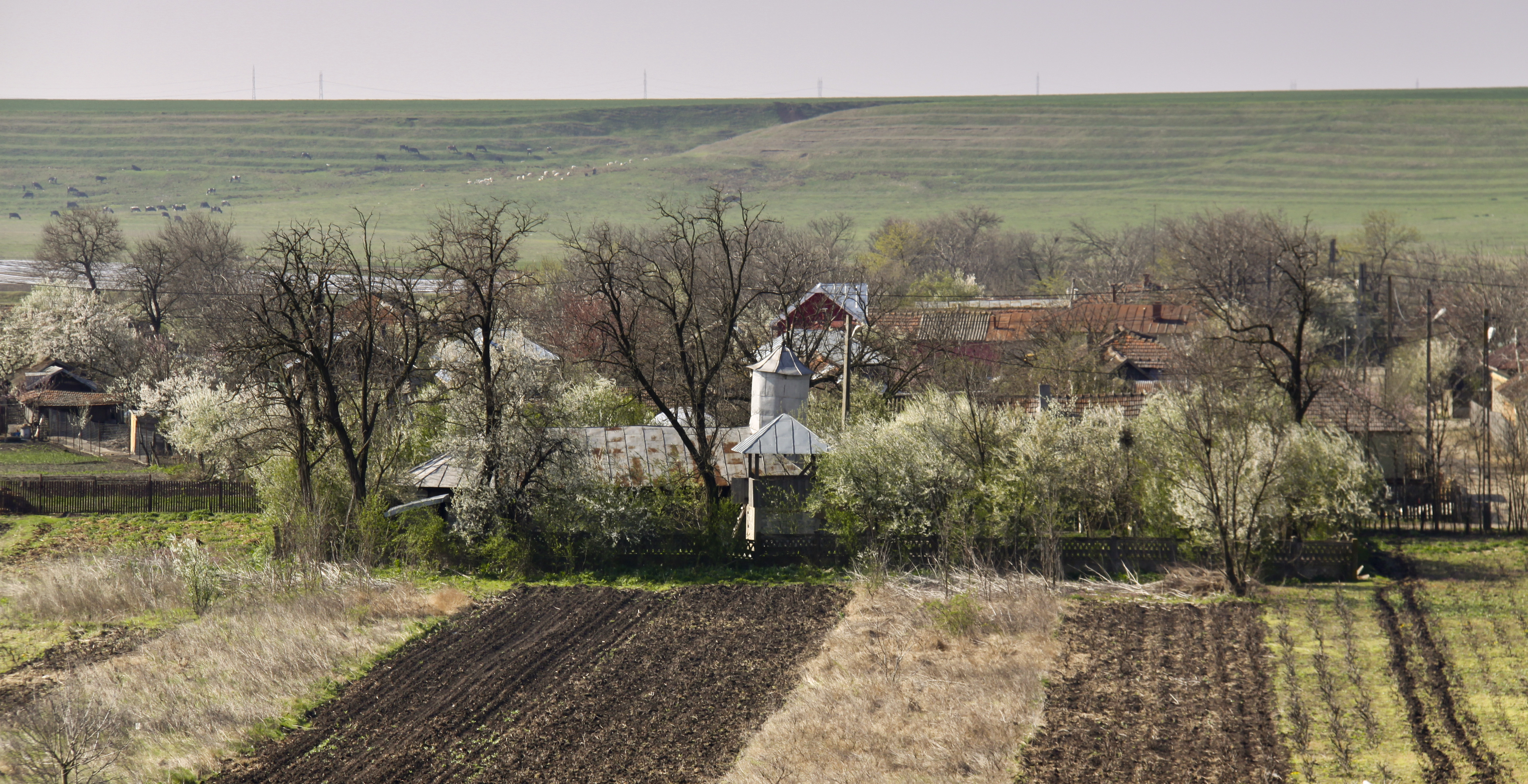
Teleormanu-Groșeni, biserică de lemn călătoare, antedatată 1800. Foto: aprilie 2011

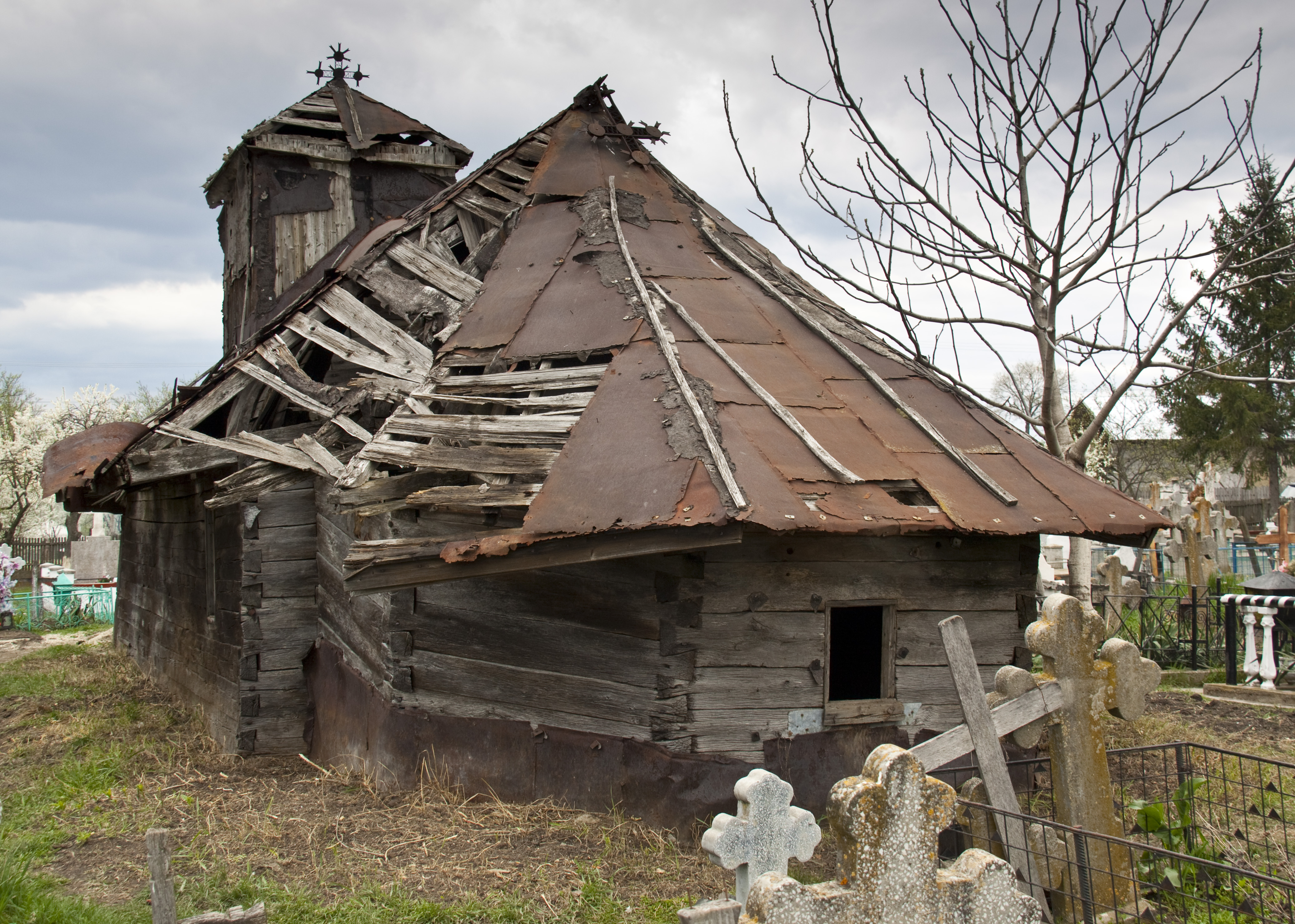
Puranii de Sus, biserică de lemn, datată între 1800-1810, își păstrează parțial învelitoarea din tablă de fier originală. Foto: aprilie 2011

Bisericile de lemn din Teleorman fac parte din grupul de biserici de lemn din Muntenia și din familia de biserici de lemn românești. Dintre multele biserici de lemn consemnate în catagrafia de la 1810, în județul Teleorman se mai păstrează doar circa 11 biserici de lemn. În ciuda numărului lor redus, acestea formează grupul cel mai numeros care a supraviețuit în părțile de jos ale Munteniei. Ele au o valoare de ansamblu deosebită pentru cunoașterea culturii și civilizației întregii regiuni, evocând și azi realități istorice și sociale demult schimbate.

## Biserici de lemn
În județul Teleorman se păstrează circa 11 biserici de lemn.